# El marco
El Marco fue un reality show emitido por Antena 3 en el que ocho parejas debían vivir en un espacio de 20m², durante el concurso, del que no podían salir. Este formato ha sido adaptado del programa inglés The Frame. La baja audiencia obligó a la cadena a retirarlo tras una semana de emisión.

## Formato
Las ocho parejas que concursan deben vivir en un espacio de 20m², durante el concurso, del que no podrán salir. Además, los concursantes pueden elegir libremente a la persona con la que convivirán durante el concurso y también el espacio de su casa en el que prefieran para vivir durante el concurso, además de los objetos del hogar que considere imprescindibles. Los espacios que las ocho parejas elijan de sus casas se trasladarán y reproducirán fielmente en un mismo edificio ajeno al que viven habitualmente.
Las parejas no podrán salir de los 20 metros cuadrados elegidos, ni recibir ninguna visita. Unas señales visuales marcarán este reducido espacio de convivencia, delimitado por un sistema de seguridad de células fotoeléctricas que disparará automáticamente una alarma si cruzan los límites marcados. Pero dispondrán de un máximo de 40 minutos diarios que se repartirán para salir del espacio individualmente. En caso de que los dos integrantes lo hagan a la vez, quedarán expulsados del concurso.
Cada vivienda del edificio tendrá una señal propia de televisión, de manera que las ocho parejas estarán expuestas a los espectadores las 24 horas, siete días a la semana. Ellos desempeñarán un papel fundamental en El Marco porque las tres parejas menos visitadas en la web de la cadena serán las tres nominadas para dejar el concurso.
Las tres parejas candidatas a abandonar el espacio se enfrentarán en una prueba en directo en la gala semanal de Antena 3: los ganadores se salvarán. A continuación, y también en directo, se abrirán los teléfonos para decidir la expulsión entre las dos restantes. La decisión final quedará en manos de los espectadores de Antena 3.
En El Marco, los participantes sólo tendrán una ventana al exterior: una pantalla de plasma que será el único elemento para comunicarse con el resto del mundo. A través de ella podrán ver, oír y relacionarse con el resto de concursantes o personas ajenas al espacio, pero solo cuando lo decida la dirección del programa.
También servirá para ver a los contrincantes con los que se enfrentarán en los dos retos que planteará el concurso cada día. Las parejas ganadoras o perdedoras de las pruebas recibirán beneficios o castigos que repercutirán directamente mejorando o empeorando la calidad de su vida diaria en El Marco.

## Primera Edición (2010)
- 14 de septiembre de 2010 - 23 de septiembre de 2010 (10 días).

En el concurso entraron 16 concursantes por parejas, para convivir en sus respectivos espacios de 20m². Patricia Gaztañaga es la encargada de presentar El Marco cada martes en horario prime time en Antena 3. Además, Antena 3 fue la primera televisión a nivel mundial en estrenar el concurso.
El programa fue cancelado el día siguiente a la primera gala de expulsión (segunda del programa) después de que ésta obtuviera un 3,2% de cuota de pantalla. De esta manera, la cadena cerró la emisión de los marcos a través de la página web, antes de comunicar a los concursantes el fin del programa.

### Concursantes
| Concursantes                             | Edades            | Relación     | Marco   | Duración | Información    |
| ---------------------------------------- | ----------------- | ------------ | ------- | -------- | -------------- |
| Antonio Linares y Joaquín Moreno         | 33 años y 42 años | Pareja       | Marco 7 | 10 días  | Ganadores      |
| David Guerra y Desirée Álvarez           | 27 años y 27 años | Pareja       | Marco 1 | 10 días  | 2.º Finalista  |
| Jorge Vergara y Rubén Vergara            | 37 años y 37 años | Gemelos      | Marco 8 | 10 días  | 3.er Finalista |
| Carolina Romero y Miguel Ángel Fernández | 26 años y 25 años | Expareja     | Marco 6 | 10 días  | 4.º Finalistas |
| Ángel García y José Miguel Ayllón        | 25 años y 24 años | Amigos       | Marco 5 | 10 días  | 5.º Finalistas |
| Elisabet y Dámaris                       | 25 años y 24 años | Amigas       | Marco 3 | 10 días  | 6.º Finalistas |
| Tita y Elena                             | 51 años y 19 años | Madre e Hija | Marco 2 | 10 días  | 7.º Finalistas |
| Mariola Guerra y Miguel Ángel Santiago   | 36 años y 37 años | Matrimonio   | Marco 4 | 9 días   | 1.ª Expulsión  |

El orden de finalistas se decidió según los marcos más vistos la semana 1

### Audiencia en las Galas
| Fecha      | Características del Programa                   | Espectadores | Share |
| ---------- | ---------------------------------------------- | ------------ | ----- |
| 14/09/2010 | Presentación concursantes                      | 1.184.000    | 7,5%  |
| 23/09/2010 | Nominación/Expulsión de Mariola y Miguel Ángel | 568.000      | 3,2%  |

## Ganadores
| El Marco        | Ganador                     |
| --------------- | --------------------------- |
| Primera Edición | (El programa fue cancelado) |